# 17號國道 (南非)
17號國道（N17）是南非一條幹線公路，起自最大城市約翰尼斯堡，東至鄰國斯威士蘭恩圭尼亞止。全長335公里。